# فصل برداشت: جزایر آفتاب
فصل برداشت: جزایر آفتاب (به انگلیسی: Harvest Moon DS: Sunshine Islands) و (به ژاپنی: 牧場物語 キラキラ太陽となかまたち Bokujō Monogatari: Kira Kira Taiyō to Nakama Tachi) یکی از بازی‌های در سبک شبیه‌سازی مزرعه است که توسط شرکت سرگرمی مارویلس و ناتسومی طراحی و ساخته شد. این بازی که در سری بازی‌های فصل برداشت قرار دارد، برای نخستین بار در ۲۱ فوریه ۲۰۰۸، در ژاپن منتشر شد. این بازی در ۱۰ نوامبر ۲۰۰۹ و ۲۵ نوامبر ۲۰۱۰، به ترتیب در ایالات متحده آمریکا و کشورهای حوزه اتحادیه اروپا نیز عرضه شد. فصل برداشت: جزایر آفتاب همانند بازی پیشین این سری، فقط برای کنسول بازی دستی نینتندو دی‌اس طراحی گردیده است.
این بازی، هفتمین بازی در این سری با قابلیت نصب بازی و چهارمین بازی از این سری است که برای کنسول نینتندو دی‌اس منتشر می‌شود. بازیباز می‌تواند برای انجام بازی، یکی از دوشخصیت پسر (Jake) یا دختر (Ashley) را انتخاب و به فراخور انتخاب خود، داستان بازی را دنبال کند.